# Сэнди Уэкслер
«Сэнди Уэкслер» (англ. Sandy Wexler) — американский комедийный фильм режиссёра Стивена Брилла. Фильм был выпущен во всём мире на Netflix 14 апреля 2017 года. Фильм основан на событиях из жизни Сэнди Верника, менеджера Адама Сэндлера.

## Сюжет
Сэнди Уэкслер (Адам Сэндлер) менеджер талантов, работающий в Лос-Анджелесе в 1990-х годах, старательно, хотя и беспорядочно, представляет группу эксцентричных клиентов на краю шоу-бизнеса. Его навыки как менеджера бросают вызов, когда он обнаруживает подлинно талантливую певицу, Кортни Кларк (Дженнифер Хадсон).

## В ролях
- Адам Сэндлер — Сэнди Уэкслер
- Дженнифер Хадсон — Кортни Кларк
- Кевин Джеймс — Тед Рафферти
- Терри Крюс —  Бобби Барнс (англ. "Bedtime" — время спать)
- Шад Гаспард —  Бобби Барнс "Bedtime" на-ринге (дублёр) [2]
- Роб Шнайдер —  Фируз
- Колин Куинн —  Кевин Коннорс
- Ник Свардсон —  Гэри Роджерс
- Ламорн Моррис — Блинг
- Арсенио Холл — в роли себя
- Аарон Невилл — Вилли Кларк
- Джейн Сеймур — Синди Марвелл
- Сэнди Верник — Питер Марвелл
- Уэйн Федерман — Эрик Ламонсофф
- Джеки Сэндлер — Эми Баскин
- Луис Гусман —  Оскар
- Роб Райнер — Марти Марковиц
- Крис Эллиотт — Мистер Баттонс
- Идо Моссери — Юрий
- Майло Вентимилья — Барри Бубатци
- Эухенио Дербес — Рамиро Алехандро
- Джессика Лоу — Мисс Гидеон
- Аллен Коверт — Гурви
- Джонатан Лоугрэн — водитель грузовика Джон
- Кейт Микуччи — Медсестра Триша
- Санни  Сэндлер — Лола
- Сэди  Сэндлер — Джесси

Камео роли: Дариус Ракер, Джейсон Пристли,  Гари Делл’Абат,  Куинси Джонс, Джадд Апатоу, Джанин Гарофало, Поли Шор, Кевин Нилон, Лорн Майклз, Дэна Карви, Крис Рок, Дэвид Спейд, Джордж Уэндт,  Пенн Джиллетт, Генри Уинклер, Тони Орландо,  Эл-Би Шор, Брайан Макнайт, Ванилла Айс, Джимми Киммел, Конан О'Брайен, Джей Лено, Луи Андерсон, Странный Эл Янкович, Бэбифейс, Мэйсон Даррел Бета, Лиза Лоб, Джон Ловитц, Бадд Фридман и его жена Аликс Фридман.
Майк Джадж звонит ночью Сэнди голосом Бивиса и Баттхеда во время финальных титров. Профессиональные рестлеры Рикиши и Дэвид Отунга имеют небольшие роли в фильме.

## Съёмки фильма
Основные съёмки фильма начались 2 августа 2016 года.